# Teatro anatomico di Ferrara
Il teatro anatomico di Ferrara, noto anche come Teatro Anatomico "G.Tumiati", è un teatro anatomico che fu sede storica di insegnamento di anatomia umana.

## Storia

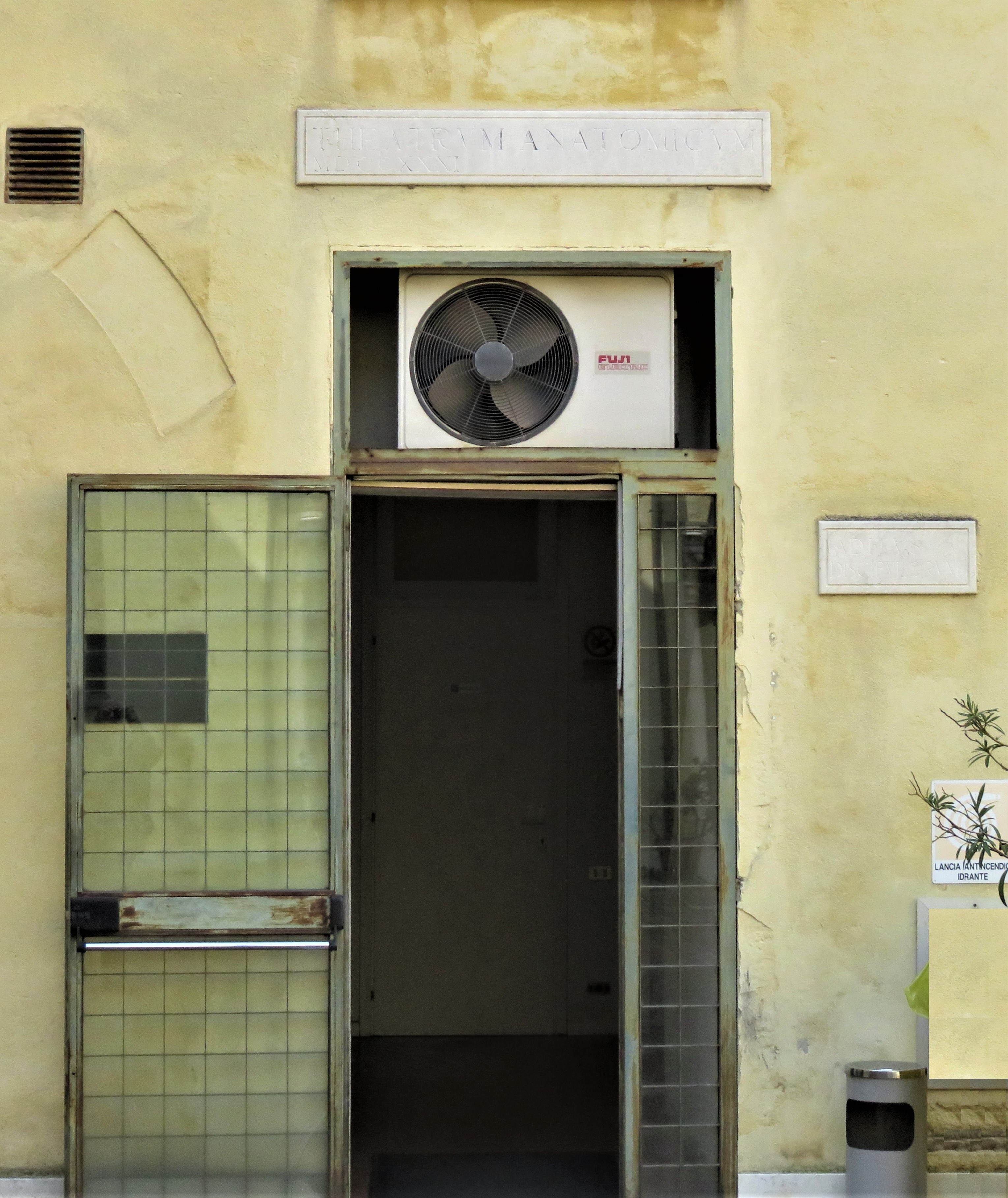
Ingresso al teatro anatomico dal cortile di palazzo Paradiso.

Il teatro è opera dell'architetto Francesco Mazzarelli su indicazione dell'anatomista Giacinto Agnelli. Risale al XVIII secolo e si trova al piano terra del rinascimentale palazzo Paradiso in via delle Scienze 17, sede della biblioteca comunale Ariostea e in passato sede universitaria dell'ateneo ferrarese tra il 1567 e il 1963. Dal Cinquecento il teatro fu la sede definitiva dell'insegnamento anatomico, che si effettuava fin dal XV secolo inizialmente in strutture temporanee.

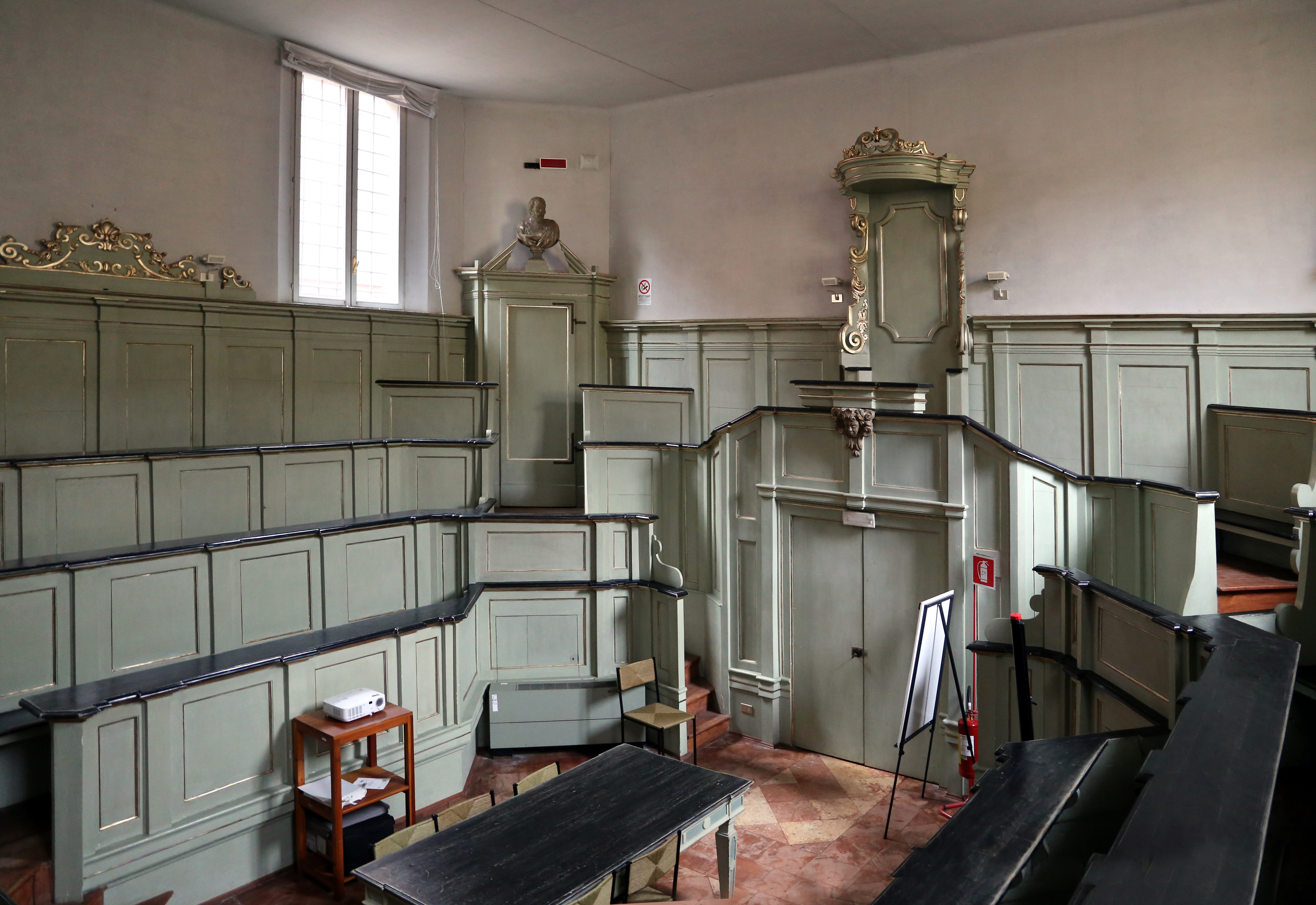
Interno del teatro.

## Descrizione
Costruito su base ottagonale ricorda l'aspetto di altre strutture analoghe, come quella del Teatro anatomico di Padova o di Modena.